# Cubanola
Cubanola é um género botânico pertencente à família Rubiaceae.

## Espécies
- Cubanola daphnoides
- Cubanola domingensis

1. ↑  «Cubanola — World Flora Online». www.worldfloraonline.org. Consultado em 19 de agosto de 2020